# Pseudosfaldatura
Si definisce pseudosfaldatura o parting la rottura di un minerale secondo piani di debolezza strutturale.
Questa debolezza può essere dovuta a pressione o a geminazione o ad essoluzione e anche nel caso in cui si espone il minerale ad agenti atmosferici esterni per un periodo protratto nel tempo, poiché avviene lungo piani cristallografici razionali, rassomiglia alla sfaldatura. 
Comunque la pseudosfaldatura, a differenza della sfaldatura, non è presente in tutti gli esemplari di una determinata specie ma solamente in quelli geminati o che hanno subito una appropriata pressione. Anche fra questi esemplari vi è un numero limitato di piani in una data direzione lungo la quale i minerali si romperanno.
Ad esempio, i cristalli geminati hanno pseudosfaldatura lungo i piani di contatto ma si fratturano irregolarmente fra questi piani. 
Esempi familiari di pseudosfaldatura sono quello ottaedrico della magnetite, quello basale del pirosseno e quello romboedrico del corindone.